# Roman Kostomarov
Roman Kostomarov (ryska: Роман Костомаров), född 1977, är en före detta konståkare från Ryssland.
Kostomarov tog guld i OS i Turin 2006 i isdans, tillsammans med Tatiana Navka. Han har även två VM-guld och tre EM-guld på meritlistan.
Efter en utomhusuppvisning i tjugo minus grader, i januari 2023, diagnostiserades Kostomarov med blodförgiftning, nekros och lunginflammation som ledde till att läkarna försatte honom i koma. Komplikationer gjorde att han fick amputera båda fötterna och flera fingrar och kort efter drabbades han dessutom av två slaganfall. 